# Кабрера, Антонио
Антонио Кабрера (исп. Antonio Cabrera; 1928, Парагвай — неизвестно) — парагвайский футболист, защитник. Участник чемпионата мира 1950 года, чемпион Южной Америки 1953 года, серебряный призёр чемпионата Южной Америки 1949 года.

## Биография
Антонио Кабрера родился в 1928 году.
Играл в футбол на позиции защитника. Выступал в чемпионате Парагвая за «Либертад» из Асунсьона. 
С конца 1940-х годов играл за сборную Парагвая.
В 1949 году завоевал серебряную медаль чемпионата Южной Америки в Бразилии. Провёл 1 матч, мячей не забивал.
В 1950 году вошёл в состав сборной Парагвая на чемпионате мира в Бразилии, но не выходил на поле. 
В 1953 году завоевал золотую медаль чемпионата Южной Америки в Лиме. Провёл 3 матча, мячей не забивал. 
Дата смерти неизвестна.

## Достижения

### Командные
Сборная Парагвая
- Чемпион Южной Америки (1): 1953.
- Серебряный призёр чемпионата Южной Америки (1): 1949.